# Деаэратор

Рисунок 1. Термический струйный деаэратор атмосферного давления.

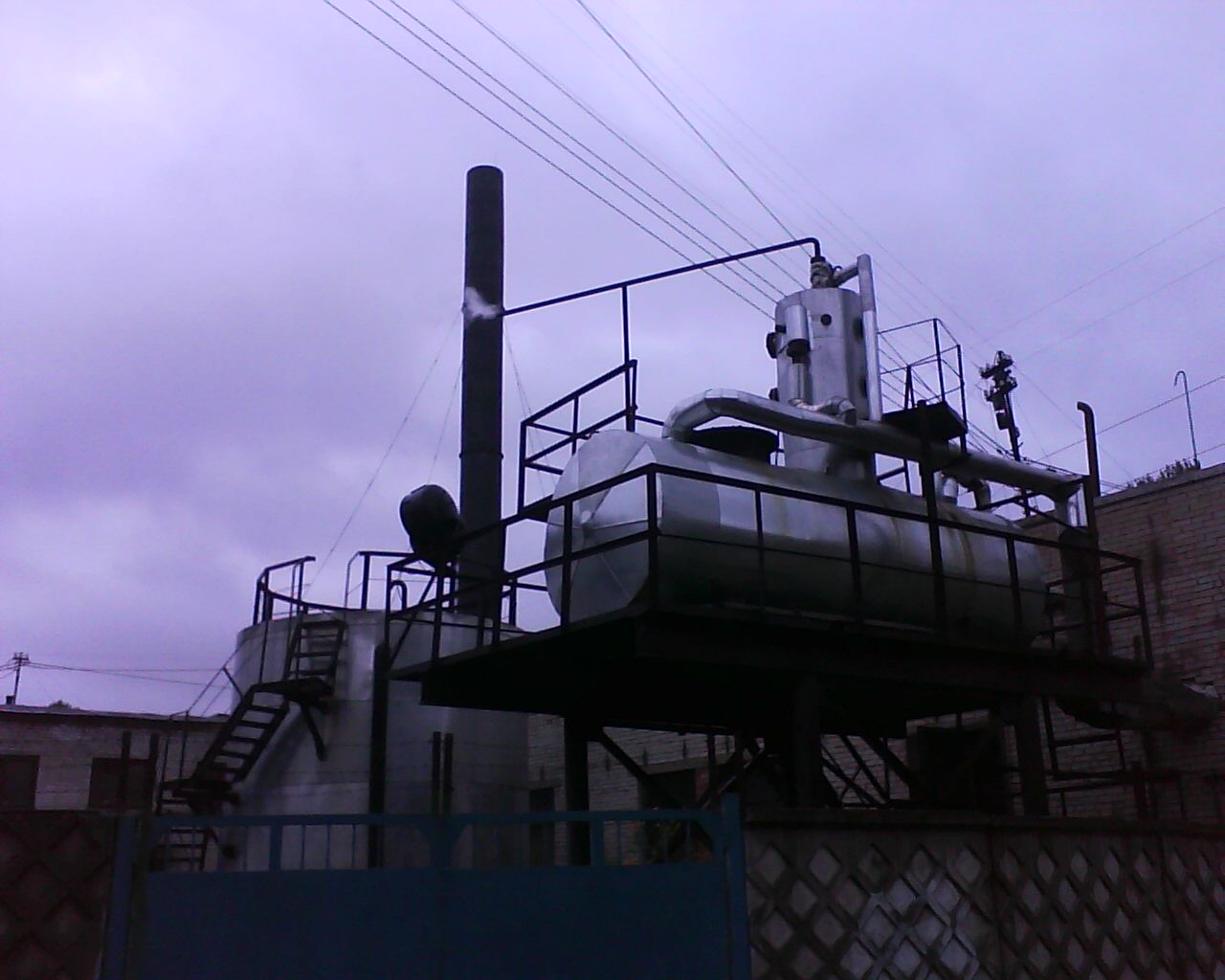
Рисунок 2. Атмосферный деаэратор на квартальной котельной.

Деаэра́тор — техническое устройство, реализующее процесс деаэрации некоторой жидкости (обычно воды или жидкого топлива), то есть её очистки от присутствующих в ней нежелательных растворённых газовых примесей. На многих электрических станциях и котельных также играет роль бака запаса питательной воды для паровых котлов или подпитки теплосети.

## Иностранная терминология
В значительной части зарубежных систем технических терминов нет единого термина «деаэратор» для описания элемента тепловой схемы станции в виде бака с колонкой; например, в немецком колонка называется Entragaserdom, и понятие «деаэратор» (Entgaser) относится только к ней, а бак запаса питательной воды — Speisewasserbehälter. В последнее время и в некоторых русскоязычных публикациях (о нетрадиционных для наших предприятий конструкциях либо переводных) бак отделяют от деаэратора.

## Типы деаэраторов
Существует большое количество видов вертикальных и горизонтальных деаэраторов, выпускаемых различными производителями, каждый из которых может иметь конструкционные отличия. На рисунках 3 и 4 схематично показаны элементы устройства двух основных видов деаэраторов.

## Деаэратор тарельчатого типа

Рисунок 3. Схема устройства тарельчатого деаэратора атмосферного давления.

Обычно горизонтальный тарельчатый деаэратор, изображённый на рисунке 3 имеет вертикальный бак деаэрации, установленный на горизонтальном баке с питательной водой для котла или КМПЦ. Недеаэрированная питательная вода или конденсат, обычно предварительно подогретый в подогревателе, сверху подаётся в вертикальную деаэрационную камеру и стекает вниз через ряд перфорированных тарелок деаэрационной колонны и попадает в бак с питательной водой через отверстия перфорации. Пар низкого давления для деаэрации вводится снизу стопки перфорированных тарелок и проходит вверх через их отверстия. В некоторых конструкциях деаэраторов используются различные виды прокладок и мембран вместо перфорированных тарелок для обеспечения большей площади поверхности раздела фаз и перемешивания пара с водой. Часто деаэраторы имеют не одну, а две и более деаэрационных камер.
Растворённый в воде газ переходит в газовую паровую фазу, парогазовая смесь сбрасывается через вентиляционное отверстие или трубу в верхней части колонны (так называемый «выпар»). Обычно отверстие сброса выпара снабжено клапаном, регулирующим количество отходящего пара и рассчитанном на открывание при превышении некоторого давления — давления насыщенного пара при рабочей температуре деаэратора (102—110 °С для деаэраторов атмосферного типа). В некоторых конструкциях может быть предусмотрен конденсатор выпара для конденсации воды из выпара и возврата уносимого тепла в систему. Также выпар может использоваться на АЭС (использовался на энергоблоках с реакторами РБМК-1000) для работы эжекторов вакуумных систем паровых турбин, куда он подаётся вместе с паром, подаваемым с быстродействующей редукционной установки деаэратора (БРУ-Д), и используется как эжектирующая среда.
Деаэрированная питательная вода стекает в горизонтальный расположенный накопительный бак, из которого она подается в парогенератор, барабан парового котла или в контур многократной принудительной циркуляции (КМПЦ) (на реакторе РБМК), в барабан-сепаратор.
Во многих конструкциях деаэраторов часть пара подаётся через перфорированную трубу в нижней части накопительного бака, расположенную под поверхностью воды. Этот пар перемешивает воду в баке, а также поддерживает её температуру и дополнительно деаэрирует её барботацией.
Для уменьшения потерь тепла через теплообмен с окружающим воздухом и исключения ожогов персонала котельной, ТЭС, ТЭЦ и АЭС, поверхность деаэратора покрывается термостойким теплоизоляционным материалом.

## Деаэратор распылительного типа

Рисунок 4. Схема устройства распылительного деаэратора.

Как показано на рисунке 4, обычно деаэратор распылительного типа представляет собой горизонтальную ёмкость, в которой есть зона подогрева (E) и зона деаэрации (F). Эти зоны разделены пластиной (С). Пар низкого давления попадает в ёмкость через паровую гребёнку в нижней части бака.
Питающая вода котла распыляется в зоне (Е), в которой она нагревается паром при помощи паровой гребёнки. Распылитель питающей воды (А) и зона подогрева нагревают воду до температуры кипения для удаления растворённых газов в зоне деаэрации.
Предварительно нагретая питающая вода попадает в зону деаэрации (F), в которой происходит её деаэрация под действием пара, поднимающегося от паровой гребёнки. Газы, выделяемые из воды удаляются через вентиляцию, предусмотренную в верхней части ёмкости. Аналогично деаэраторам тарельчатого типа, в некоторых конструкциях предусмотрены устройства рекуперации воды из отходящего газа. Также, вентиляционный тракт снабжают клапаном, регулирующим количество отходящего пара, для обеспечения наличия сигнальной видимой струи пара.
Деаэрированная питающая вода подается насосом из нижней части деаэратора в парогенерирующую установку.

## Назначение
- Защита трубопроводов и оборудования от коррозии.
- Обеспечение запаса воды перед паровыми котлами или для подпитки теплосети.

## Принцип действия
В жидкости газ может присутствовать в виде:
- собственно растворённых молекул;
- микропузырьков (порядка 10−7м), образующихся вокруг частиц гидрофобных примесей;
- в составе соединений, разрушающихся на последующих стадиях технологического цикла с выделением газа (например, NaHCO3).

В деаэраторе происходит процесс массообмена между двумя фазами: жидкостью и парогазовой смесью. Кинетическое уравнение для концентрации {\displaystyle C_{\Gamma }} растворённого в жидкости газа при его равновесной (с учётом содержания во второй фазе) концентрации {\displaystyle C_{\Gamma }^{P}}, исходя из закона Генри, выглядит как:
{\displaystyle {dC_{\Gamma } \over d\tau }=kf(C_{\Gamma }^{P}-C_{\Gamma }),}
где {\displaystyle \tau } — время;
{\displaystyle f} — удельная поверхность раздела фаз;
{\displaystyle k} — скоростной коэффициент, зависящий, в частности, от характерного диффузионного пути, который газ должен преодолеть для выхода из жидкости.
Очевидно, для полного удаления газов из жидкости требуется {\displaystyle C_{\Gamma }^{P}=0} (парциальное давление удаляемого газа над жидкостью должно стремиться к нулю, то есть выделившиеся газы должны эффективно удаляться и замещаться паром) и бесконечное время протекания процесса. На практике задаются технологически допустимой и экономически целесообразной степени дегазации.
В термических деаэраторах, основанных на принципе диффузионной десорбции, жидкость нагревается до кипения; при этом растворимость газов близка к нулю, образующийся пар (выпар) уносит газы ({\displaystyle C_{\Gamma }^{P}} снижается), а коэффициент диффузии высок (растёт {\displaystyle k}).
Известны небольшие установки, где некоторая степень деаэрации достигается облучением жидкости ультразвуком. При облучении воды ультразвуком интенсивностью порядка 1 Вт/см2 происходит снижение {\displaystyle C_{\Gamma }^{P}} на 30—50 %, {\displaystyle k} возрастает примерно в 1000 раз, что приводит к слиянию пузырьков газа с последующим выходом из воды под действием архимедовой силы.

### Выпар
Выпар — это смесь выделившихся из воды газов и небольшого количества пара, подлежащая удалению из деаэратора. Для нормальной работы деаэраторов распространённых конструкций его расход (по пару по отношению к производительности) должен составлять не менее 1—2 кг/т, а при наличии в исходной воде значительного количества свободной или связанного углекислого газа — 2—3 кг/т. Чтобы избежать потерь воды из цикла, выпар на крупных установках конденсируют. Если охладитель выпара, применяемый для этой цели, устанавливается на исходной воде деаэратора (как показано на рисунке), она должна быть достаточно сильно недогрета до температуры насыщения в деаэраторе. В вакуумных деаэраторах часть выпара может конденсироваться эжектором.

## Термические деаэраторы
Термические деаэраторы классифицируются по давлению.
| Обозначение | Тип                  | Давление, МПа         | Температура, °C | Применение                                                                          |
| ----------- | -------------------- | --------------------- | --------------- | ----------------------------------------------------------------------------------- |
| ДВ          | Вакуумные            | 0,0075—0,05           | 40—80           | Подпиточная вода тепловых сетей, вода для водогрейных котлов                        |
| ДА          | Атмосферные          | 0,12                  | 102—107         | Добавочная вода ТЭС, питательная вода испарителей, подпиточная вода тепловых сетей  |
| ДП          | Повышенного давления | 0,6—0,7, реже 0,8—1,2 | 158—164 170—188 | Питательная вода энергетических котлов с начальным давлением пара от 9,8 МПа и выше |

Из атмосферных деаэраторов выпар удаляется под действием небольшого избытка давления над атмосферным. Вакуумные деаэраторы могут работать в условиях, когда в котельной нет пара, однако им требуется специальное устройство для отсоса выпара (эжектор). Деаэраторы ДП имеют большую толщину стенок, зато их применение в схеме ТЭС позволяет сократить количество металлоёмких ПВД и использовать выпар как дешёвую рабочую среду для пароструйных эжекторов конденсатора; деаэрационная приставка конденсатора, в свою очередь, является вакуумным деаэратором.
Как теплообменные аппараты термические деаэраторы могут быть смесительными (обычно, греющие пар и/или вода подаются в объём деаэратора) или поверхностными (греющая среда отделена от нагреваемой поверхностью теплообмена); последнее часто встречается у вакуумных подпиточных деаэраторов теплосетей.
По способу создания поверхности контакта фаз смесительные деаэраторы подразделяются на струйные, плёночные и барботажные (встречаются смешанные конструкции).
В струйных и плёночных деаэраторах основным элементом является колонка деаэратора — устройство, в котором вода стекает сверху вниз в бак, а греющий пар поднимается снизу вверх на выпар, попутно конденсируясь на воде. В небольших деаэраторах колонка может быть интегрирована в один корпус с баком; обычно же она выглядит как вертикальный цилиндр, пристыкованный сверху к горизонтальному баку (цилиндрической ёмкости с эллиптическими либо коническими днищами). Сверху находится водораспределитель, снизу — парораспределитель (например, кольцевая перфорированная труба), между ними — активная зона. Толщина колонки данной производительности определяется допустимой плотностью орошения активной зоны (расходом воды через единицу площади).
В деаэраторах струйного типа вода проходит активную зону в виде струй, на которые она может быть разбита 5—10 дырчатыми тарелками (кольцевые с центральным проходом пара чередуются с круговыми меньшего диаметра, обтекаемыми по краю). Струйные деаэрационные устройства имеют простую конструкцию и малое паровое сопротивление, но интенсивность деаэрации воды сравнительно низка. Колонки струйного типа имеют большую высоту (3,5—4 м и более), что требует высокого расхода металла и неудобно при ремонтных работах. Такие колонки применяются как первая ступень обработки воды в двухступенчатых деаэраторах струйно-барботажного типа.
Также существуют форсуночные (капельные) деаэраторы, где вода разбрызгивается из форсунок в капельном виде; эффективность за счёт измельчения фазы велика, однако работа форсунок ухудшается при засорении и при сниженных расходах, а на преодоление сопротивления сопел уходит очень много электроэнергии.
В деаэраторах с колонками плёночного типа поток воды расчленяется на плёнки, обволакивающие насадку-заполнитель, по поверхности которой вода стекает вниз. Применяется насадка двух типов: упорядоченная и неупорядоченная. Упорядоченную насадку выполняют из вертикальных, наклонных или зигзагообразных листов, а также из укладываемых правильными рядами колец, концентрических цилиндров или других элементов. Преимущества упорядоченной насадки — возможность работы с высокими плотностями орошения при значительном подогреве воды (20—30 °C) и возможность деаэрации неумягчённой воды. Недостаток — неравномерность распределения потока воды по насадке. Неупорядоченная насадка выполняется из небольших элементов определённой формы, засыпаемых произвольно в выделенную часть колонки (кольца, шары, сёдла, омегаобразные элементы). Она обеспечивает более высокий коэффициент массоотдачи, чем упорядоченная насадка. Пленочные деаэраторы малочувствительны к загрязнению накипью, шламом и окислами железа, но более чувствительны к перегрузке.
В деаэраторах барботажного типа поток пара, который вводится в слой воды, дробится на пузыри. Преимуществом этих деаэраторов является их компактность при высоком качестве деаэрации. В них происходит некоторый перегрев воды относительно температуры насыщения, соответствующей давлению в паровом пространстве над поверхностью. Величина перегрева определяется высотой столба жидкости над барботажным устройством. При движении увлекаемой пузырьками пара воды вверх происходит её вскипание, способствующее лучшему выделению из раствора не только кислорода, но и углекислоты, которая в деаэраторах других типов удаляется из воды не полностью; в том числе разлагаются и бикарбонаты NaHCO3, NH4HCO3. В барботажном устройстве наряду со значительным развитием суммарной поверхности контакта фаз обеспечивается интенсивная турбулизация жидкости. Эффективность барботажных устройств снижается при значительном уменьшении удельного расхода пара. Для обеспечения глубокой деаэрации вода в деаэраторе должна подогреваться не менее чем на 10 °C, если нет возможности для увеличения расхода выпара. Барботажные устройства могут быть затопленными в баке в виде перфорированных листов (при этом трудно обеспечить беспровальный режим) или устанавливаться в колонке в виде тарелок.

### Показатели и обозначения
Производительность деаэратора — расход деаэрированной воды на выходе из деаэратора. В деаэраторах типа ДВ при использовании в качестве греющей среды (теплоносителя) перегретой деаэрированной воды расход последней в производительность не входит.
Полезная вместимость деаэраторного бака — расчетный полезный объём бака, определяемый в размере 85 % его полного объёма.
ГОСТ устанавливает ряды для подбора ёмкости баков (для ДА 1—75 м³, ДП 65—185 м³) и производительности (1—2800 т/ч). Деаэратор обозначается по принципу ДА(ДП, ДВ) — (производительность, т/ч)/(полезная вместимость бака, м³); колонки отдельно КДА(КДП) — (производительность), баки БДА(БДП) — (вместимость).